# 강서 김씨
강서 김씨(江西金氏)는 평안남도 강서군을 본관으로 하는 한국의 성씨이다. 강릉 김씨(江陵 金氏)에서 분적(分籍)하였다.

## 역사
시조 김반(金泮)은 강릉에서 출생하여 양촌 권근의 문하생으로 1399년(정종 1) 식년 문과에 급제하여 벼슬이 성균관 대사성에 이르렀다. 많은 인재를 양성하여 김구(金鉤) · 김말(金末)과 함께 「경학 삼김(經學 三金)」이라 불렸다.
1448년(세종 30) 겸사성 윤상(尹祥) · 사성 김말(金末)과 경서(經書)의 이동(異同)에 대해 논쟁하다가 파직되어 강서에서 곤궁하게 살다가 죽었다. 강서현 선비들의 요청으로 학동서원((鶴洞書院))이 세워지고 그를 배향하였다.
그의 선계와 관향은 실전(失傳)되어 상고(詳考)할 수 없으나 『국조방목(國朝榜目)』에 본관이 강릉으로 기록되어 있는 것으로 보아 후손들이 강릉 김씨에서 분적하여 그가 살던 강서(江西)를 본관으로 한 것 같다. 

### 시조 소원
조선 후기 1784년 개성 어느 산기슭에서 우연히 발견었다는 《김은열 묘지석》에 등장하는 신라 경순왕의 8자(子)들 중 6자(子)라는 김건(金鍵)을 시조로 소원시키고, 김반(金泮)이 그의 후손이라 한다.
시조로 소원시킨 김건(金鍵)은 경순왕이 고려에 항복 후 후비로 맞아들인 고려 태조의 장녀인 낙랑공주 왕씨 소생으로 강릉군(江陵君)에 봉해졌다고 한다. 
이후부터 태종무열왕 후손 김주원을 시조로 하는 강릉 김씨와 구별하기 위하여 김건(金鍵)을 시조로 하는 김씨들을 (후)강릉 김씨라 부른다.
그러나 김건(金鍵)은 《김은열 묘지명》이외에 『고려사』 등의 문헌은 물론이고, 그 어떤 금석문 자료에도 찾아볼 수가 없다는 것이다. 또 《김은열 묘지명》 형태도 배위관계 및 생애 등도 누락되어 있고 단지 형제 서차만 기술되어 있을 뿐 완전하지 않다는 것이다.
1785년 김은열의 후손이라 자처하는 김사목이 경주 김씨 족보를 수보하면서 《김은열 묘지명》에 등장하는 아들들 이름을 개명하고 시호를 작호(作號) 하는 등 가필(加筆)을 심하게 하였다. 이후 경주 김씨 일문 족보류에 경순왕 8자(子)들의 이름과 서차가 쓰이기 시작하였다. 당시 발견되었다는 《김은열 묘지석》은 다시 묻었다고 하는데 현재 실물은 현존하지 않는 것으로 추정된다.

## 본관
강서군은 평안남도 서남부에 위치한 군으로, 옛 강서(江西)·함종(咸從) 두 군(郡)을 합한 지명이다.

## 집성촌
- 경상북도 영풍군 풍기읍

## 인구
- 1985년 95가구 396명
- 2000년 1,210가구 3,870명